# Onthophagus bayeri
Onthophagus bayeri là một loài bọ cánh cứng trong họ Bọ hung (Scarabaeidae).